# Torndirrup-Nationalpark
Der Torndirrup-Nationalpark (englisch Torndirrup National Park) ist ein 40 km² großer Nationalpark im Süden von Western Australia, Australien. Er ist benannt nach dem Namen einer örtlichen Aborigines-Gruppe. Es ist der häufigst besuchte Nationalpark der Region und der sechsthäufigst besuchte Nationalpark von Western Australia.

## Lage
Der Park liegt auf der Halbinsel Torndirrup Peninsula, die südlich der Stadt Albany in den südlichen Indischen Ozean (Southern Ocean nach australischer Definition) hinausragt und Albanys Princess Royal Harbour sowie den King George Sound bildet. Der Torndirrup-Nationalpark erstreckt sich auf einer Länge von 20 Kilometer entlang der Südküste der Halbinsel und umfasst deren ganze, über fünf Kilometer lange Spitze.
Albany ist rund 15 Kilometer entfernt auf der gegenüberliegenden Seite des King George Sounds.

## Geologie
Der Torndirrup-Nationalpark ist bekannt für seine Felsformationen entlang der Küste. Zu den bekanntesten zählen The Gap, Natural Bridge und The Blowholes.
Die Halbinsel besteht aus unterschiedlichen Gesteinen, die ältesten sind die Gneise. Sie entstanden vor 1,3 bis 1,6 Mrd. Jahren, als sich die australische Platte und die antarktische Platte trennten. Heute ist Gneis vor allem im Bereich von The Gap sichtbar, leicht zu erkennen an seiner streifigen Textur.
Das zweite vorherrschende Gestein im Park ist Granit. Besonders bei Stony Hill kann man ihn leicht an seinen körnigen Kristallstrukturen und seiner charakteristischen Verwitterungsform erkennen, der Wollsackverwitterung, die sich in runden Felsformen darstellt. Dieser Granit entstand deutlich später als die Gneise, als Magma durch die alten Gesteine nach oben stieg und in einer Tiefe von 20 km langsam erstarrte. Dieses Tiefengestein wurde durch die Hebung des australischen Kontinents und die einhergehende Erosion an der Erdoberfläche in der heutigen Form sichtbar.

## Flora und Fauna
„Western Australian Peppermint“ (Agonis flexuosa) wächst auf Sandhügeln im Torndirrup-Nationalpark. Es gibt Karri-Wälder (Eucalyptus diversicolor) südlich der Vancouver Peninsula, die den Princess Royal Harbour vom King George Sound abtrennt. Ebenso findet man Banksien-Arten und den seltenen „Albany Wollybush“ innerhalb des Nationalparks.
Die abwechslungsreiche Flora beheimatet eine Vielzahl von Tierarten, darunter Bilchbeutler-, Känguru-, Kurznasenbeutler-Arten und die Buschratte (Rattus fuscipes). An Reptilien-Arten kommen der Gefleckte Python, das Bardick (Echiopsis curta), Tigerottern- und Braunschlangen-Arten vor. Entlang der Klippen kann man häufig Wal-Arten entdecken, und im Winter besuchen Robben-Arten die Küste.